# Ерік Голдер
Ерік Гімптон Голдер-молодший (англ. Eric Himpton Holder, Jr.; нар. 21 січня 1951, Бронкс, Нью-Йорк, США) — американський політик, Генеральний прокурор США з 3 лютого 2009 року до 27 квітня 2015. До свого призначення працював у юридичній фірмі Covington & Burling. У 1997–2001 роках обіймав посаду заступника генерального прокурора, з 1993 по 1997 рік був федеральним окружним прокурором Колумбії. Був визнаний «одним з найкращих юристів Америки 2007 року», один з найкращих вашингтонських юристів за останні 30 років, на думку журналу Legal Times.